# Epomediol
Epomediol (tên thương mại Clesidren) là một terpenoid tổng hợp có tác dụng choleretic. Nó đã được sử dụng trong điều trị triệu chứng ngứa do ứ mật trong thai kỳ.